# Saint-Étienne-à-Arnes
 Saint-Étienne-à-Arnes  es una población y comuna francesa, en la región de Champaña-Ardenas, departamento de Ardenas, en el distrito de Vouziers y cantón de Machault.
Está integrada en la Communauté de communes de l'Argonne Ardennaise.
Se encuentra junto al río Arnes. Cementerio militar alemán.

## Demografía
| 735 | 701 | 724 | 725 | 716 | 690 | 728 | 754 | lac. | lac. | 696 | 632 | 601 | 548 | 518 | 507 | 437 | 371 | 364 | 344 | 288 | 312 | 295 | 279 | 249 | 275 | 257 | 237 | 227 | 202 | 198 | 166 | 193 | 203 |
| Para los censos de 1962 a 1999 la población legal corresponde a la población sin duplicidades (Fuente: INSEE [Consultar]) |     |     |     |     |     |     |     |      |      |     |     |     |     |     |     |     |     |     |     |     |     |     |     |     |     |     |     |     |     |     |     |     |     |